# لوري درنغ
لورانس «لوري» درنغ (بالإنجليزية: Lawrie Dring) (4 يوليو 1931 - 6 سبتمبر 2012) قائد كشفي بريطاني وواحد من الأعضاء المؤسسين لجمعية كشافة بادن باول (Baden-Powell Scouts' Association) والإتحاد العالمي للكشافة المستقلة (World Federation of Independent Scouts). وكان رئيس جمعية كشافة بادن باول في وقت وفاته.